# Phaeotrema picteanum
Phaeotrema picteanum är en svampart som beskrevs av Müll. Arg. 1891. Phaeotrema picteanum ingår i släktet Phaeotrema, klassen Dothideomycetes, divisionen sporsäcksvampar och riket svampar.   Inga underarter finns listade i Catalogue of Life.